# Checoslovaquia en la Copa Mundial de Fútbol de 1954
Checoslovaquia fue una de las 16 selecciones participantes en la Copa Mundial de Fútbol de Suiza 1954, la cual fue su tercer participación en un mundial.

## Clasificación
| Pos. | País           | J | G | E | P | GF | GC | GD | Pts |
| ---- | -------------- | - | - | - | - | -- | -- | -- | --- |
| 1    | Checoslovaquia | 4 | 3 | 1 | 0 | 5  | 1  | +4 | 7   |
| 2    | Rumania        | 4 | 2 | 0 | 2 | 5  | 5  | 0  | 4   |
| 3    | Bulgaria       | 4 | 0 | 1 | 3 | 3  | 7  | −4 | 1   |

| 14-6-1953 | Checoslovaquia        | 2–0     | Rumania | Prague, Checoslovaquia |                  |
|           | Pažický 54' · Vlk 63' | Reporte |         | Árbitro(s): Pósa       | Árbitro(s): Pósa |

| 6-9-1953 | Bulgaria           | 1–2     | Checoslovaquia | Vasil Levski National Stadium,                             |                                                            |
|          | Bozhkov 55' (pen.) | Reporte | Vlk 5' 40'     | Asistencia: 40,000 espectadores Árbitro(s): Aleksandrowicz | Asistencia: 40,000 espectadores Árbitro(s): Aleksandrowicz |

| 25-10-1953 | Rumania | 0–1     | Checoslovaquia      | Bucarest, Rumania  |                    |
|            |         | Reporte | Šafránek 38' (pen.) | Árbitro(s): Schulz | Árbitro(s): Schulz |

| 8-11-1953 | Checoslovaquia | 0–0     | Bulgaria | Tehelne Pole, Bratislava, Checoslovaquia                    |                                                             |
|           |                | Reporte |          | Asistencia: 30,000 espectadores Árbitro(s): Chkhatarashvili | Asistencia: 30,000 espectadores Árbitro(s): Chkhatarashvili |

## Jugadores
Estos son los 22 jugadores convocados para el torneo:

## Resultados
Checoslovaquia fue eliminada en la fase de grupos.
| País           | J | G | E | P | GF | GC | PTS |
| -------------- | - | - | - | - | -- | -- | --- |
| Uruguay        | 2 | 2 | 0 | 0 | 9  | 0  | 4   |
| Austria        | 2 | 2 | 0 | 0 | 6  | 0  | 4   |
| Checoslovaquia | 2 | 0 | 0 | 2 | 0  | 7  | 0   |
| Escocia        | 2 | 0 | 0 | 2 | 0  | 8  | 0   |

| 16 de junio de 1954 | Uruguay                     | 2–0     | Checoslovaquia | Wankdorf Stadium, Berna                                  |                                                          |
|                     | Míguez 71' · Schiaffino 84' | Reporte |                | Asistencia: 20,500 espectadores Árbitro(s): Arthur Ellis | Asistencia: 20,500 espectadores Árbitro(s): Arthur Ellis |

| 19 de junio de 1954 | Austria                              | 5–0     | Checoslovaquia | Hardturm Stadium, Zürich                                    |                                                             |
|                     | Stojaspal 3' 65' · Probst 4' 21' 24' | Reporte |                | Asistencia: 26,000 espectadores Árbitro(s): Vasa Stefanovic | Asistencia: 26,000 espectadores Árbitro(s): Vasa Stefanovic |